# МиГ-29М
МиГ-29М (НАТО назив: Fulcrum-E) је совјетски / руски ловачки авион, четврте генерације +. У току припреме серијске производње основне верзије авиона МиГ-29, почела су истраживања и развој његове вишенаменске варијанте, у циљу проширења могућности и повећања ефикасности. Та нова варијанта је добила коначну ознаку МиГ-29М. Његов пројекат је отпочет још у Совјетском Савезу. Тада је био познат као МиГ-33, настао је од стандарда МиГ-29 (НАТО назив: Fulcrum). Ловац, из периода средине осамдесетих година прошлог века, МиГ-29М понекад у западним земљама називају Супер фолкрум (енгл. Super Fulcrum), а његова варијанта двоседа је обележена са МиГ-29М2.
Развој авиона МиГ-29М се поклопио са распадом Совјетског Савеза. Иако су шест прототипова авиона МиГ-29М летели, исти није уведен у серијску производњу и у оперативну употребу руског ваздухопловства. Они су остали фокусирани на употреби Су-27, као главном ослонцу, за време Јељцинове ере.
Велика је вероватноћа да авион МиГ-29М први уведу у оперативну употребу ратна ваздухопловства Србије и Сирије.
У периоду од 1986. до 1993. године, направљен је велики налет прототипова у функцији испитивања у лету. Програм је обухватио и две „летеће лабораторије“ за испитивање радара Н010 и мотора РД-33К.

## Надградња основне варијанте МиГ-29
Варијанта МиГ-29М је развијена од МиГ-29, по посебним критеријумима:
- повећања борбене ефикасности у ваздушном простору и при дејствима на земаљске циљеве;
- смањење борбених губитака;
- повећања дужине времена лета (аутономије), већег долета и тактичког радијуса;
- побољшања услова боравка и извршавања задатака пилота, у кабини.

Реализацијом ових захтева, добио се вишенаменски ловац-бомбардер Миг-29М, чији је прототип полетео 1984. године. Постављени задаци су решени са увођењем побољшане опреме, нападно–навигацијског система, интегрисаног са ефикаснијим оружјем, посебно ваздух–земља. Интегрисан је савременији показивачки систем података и управљачки систем у кабини. Повећана је количина горива и повећане су перформансе погона. Без већих измена спољњег изгледа авиона, побољшана је аеродинамика, стабилност и управљивост и технологичност серијске производње. Повећан је распон крила и крилаца и модификована је излазна ивица хоризонталног репа.
Једна од главних новина, јесте широко увођење нове алуминијумске легуре 01420–литијум у производњу структуре, са готово потпуном заменом система закивања, са технологијом заваривања. На овај начин је постигнуто смањивање масе структуре авиона. Са заваривањем су технолошки добијени херметички резервоари горива, те је избегнута потреба њихових накнадних заптивања. Са методом заваривања нове алуминијумске легуре 01420-литијум, израђен је цео предњи део трупа, са херметичком кабином пилота, под сталним одржањем диференцијалног притиска. Уведени су композитни материјали и саћаста структура, са чиме је додатно смањена маса, а и уочљивост са непријатељским радаром. Уведен је и нови и ефикаснији кочни падобран при слетању, а извршена су и одређена дотеривања стајног трапа, са ефикаснијим фрикционим кочницама на точковима. Кочни падобран, површине 17 m², замењен је са новим од 26 m². Замењене су аеродинамичке кочнице, које су биле између издувника мотора на задњем делу трупа, са новим, постављеном на леђном делу трупа, површине од 1 m².

### Системи опреме и кабина
Побољшан је систем IFF и систем активног ометања, као и увођење електричних команди лета. То је једна од најреволуционарнијих измена, увођење четвороканалног система електричних команди лета, са чиме су створени предуслови за смањење уздужне статичке стабилности, са преласком и у нестабилну област. Са овим је отворен пут за побољшање перформанси и маневра авиона, без измене масе и погона. Тај систем се заснива на аналогно-дигиталној технологији електронике, вероватно због тога што је потпуно дигитални систем тада био мало испред совјетских могућности. Биро МиГ се определио за једноставност, поузданост и отпорност на електромагнетне сметње, што је теже постићи са чисто аналогним системом. Систем команди лета пружа троструку редундантност за ваљање и команду правца и четвороструку за уздужну команду.
Модернизована кабина и њени системи смањују оптерећење пилота. Нова кабина поседује два монохроматска приказивача и значајно побољшан HOTAS систем управљања, нове конфигурације, а пилот је добио модерну кацигу са приказивачем на визиру, кроз који гледа. Пилотско седиште је подигнуто, да би се обезбедио бољи преглед пилоту. Уграђени су нови навигациони систем, заштита за радио ометање, системи за праћење и снимање, а носи контејнере са оптоелектронским системима. Сензорски опто–електронски комплекс је унапређен и састоји се из:
- пеленгатора са осетљивим новим IC пријемником, са дубоким хлађењем, при чему је неколико пута повећан опсег детекције циљева за исту топлотну задњу и предњу полу–сферу зрачења (у поређењу са претходним); Жук-А на MAKS изложби, 2009. године.
- камере за детекцију циљева у ваздушном простору и на земљи на већим растојањима (постоји мод за праћење телевизијских корелација на земљи):
- спрегнутог пеленгатора, ТВ камере и ласерског даљиномера–озрачивача већег капацитета.

Нови вишемодни радарски систем Н-010 Жук-М, са равном антеном с прорезима (електронско скенирање), има за око 25% већи домет од претходног, много је веће процесорске снаге и модернијег софтвера, са неколико нових модова, укључујући праћење терена и нове могућности ваздух-земља. Н-010 Жук-М је уграђен у мањи простор „носа“ авиона, са репројектованим „радомом“. Радар може да открије циљеве у ваздушном простору, на растојању и до 120 километара, истовремено прати њих десет, а ажурира и напада четири. При режиму ваздух-тло детектује циљеве, као што је брод разарач, на растојању од 250 km, а борбено дејствује ракетом на брод до удаљености од 150 km.

### Погон
Наменски је развијен мотор РД-33К, са новим компресором ниског притиска и са оствареним већим потиском, у односу на базни РД-33. Потисак без допунског сагоревања је повећан на 53,9 kN, а са допунским сагоревањем на 86,3 kN, а специфична потрошња горива је смањена за 7%. Мотор РД-33К је опремљен новим системом за управљање и регулисање процеса рада, уместо претходног хидрауличко–електронско–аналогног, уведен је електронско–дигитално–хидро–механички. Унутрашњи резервоари горива су повећани за 1.500 литара, тако да је укупна запремина прешла 5.800 литара, а са три спољашња резервоара се достиже укупна запремина горива од 9.800 литара. Са овим надградњама се повећава долет авиона за 30–40%.

### Наоружање
МиГ-29М је опремљен новим системом за управљање са оружјем СУВ-29М, који је заснован на радарском нишанском уређају РЛПК-29УМ и опто–електронском систему за навигацију и нишањење ОЭПрНК-29М, које подржавају дигитални рачунари Ц101 и Ц100, са новим софтвером и моћним сензором импулсно–доплерским радаром Жук-МЭ.
Оружје сачињава: 
- Ваздухопловни топ ГШ-30-1, калибра 30 mm са бојевим комплетом од 100 граната.[б]
- Ракете ваздух-ваздух:
  - Р-27 (НАТО — )
  - Р-77 (НАТО — )
  - Р-73 (НАТО — )
- Ракете ваздух-земља:
  - Х-29Т/Л (НАТО — )
  - Х-25МЛ (НАТО — )Изложено наоружање, на изложби МАКС-2009.
  - Х-25МП (НАТО — )
  - Х-31П (НАТО — )
  - Х-31А (НАТО — )
- Бомбе:
  - КАБ-500КР
  - НАР Б-13
  - НАР Б-8

МиГ-29М може да носи напредне ракете Р-77, које су упоредиве са америчким AIM-120 AMRAAM. Р-77 има домет од око 100 km (62 mi), са потпуно активним радарским трагачем и вођењем, по принципу „лансирај и заборави“.

## Оперативна употреба
Сиријска авијација је наручила 24 примерка МиГ-29М/М2 У јулу 2012. године, на ваздухопловној изложби у Фанбороу. Русија је саопштила да неће испоручивати Сирији оружје, укључујући и борбене авионе до окончања кризе. Генерални директор корпорације МиГ, Сергеј Коротков, рекао је 31. маја 2013. године, да та компанија планира да потпише уговор са Сиријом за „испоруку више од 10 примерака МиГ-29 М/М2“ и да је сиријска делегација у Москви договорила услове и рокове из новог уговора за снабдевање Сирије борбеним авионима.
Српска влада је објавила намеру да купи 12 примерака авиона МИГ-29М/М2, у циљу замене старих МиГ-21 Према медијским извештајима Србија намерава да купи 6 примерака авиона МиГ-29М/М2 до краја 2013. године, уз опцију за још 6 накнадно. Договор је да се то потврди на састанку на високом нивоу.